# Anarquismo na Coreia

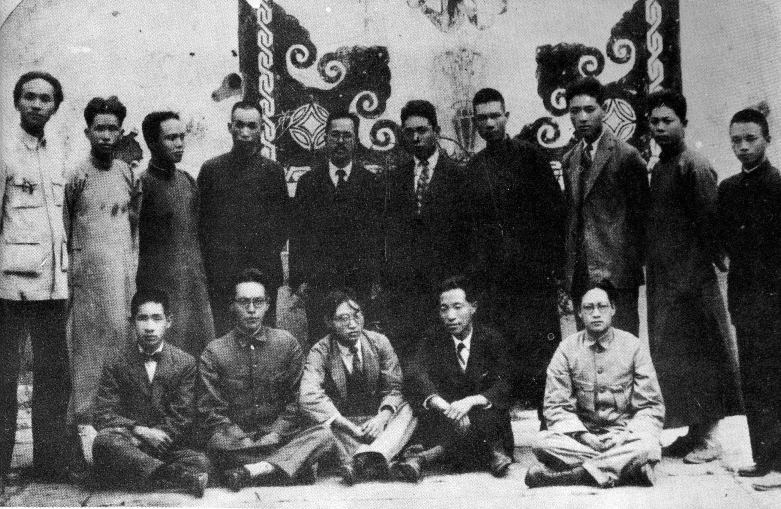
Federação Anarquista Coreana em 1928

O anarquismo na Coreia data do movimento de independência da Coreia na ocupação japonesa da Coreia (1910–1945). Os anarquistas coreanos se federaram em toda extremidade do continente asiático, incluindo formação de grupos no Japão e na Manchúria, mas seus esforços foram impedidos por guerras regionais e mundiais.

## História

### Período de gestação
A ocupação da Coreia pelo Japão em 1910 encorajou um movimento de libertação nacional cujos proponentes mais radicais gravitaram em direção ao anarquismo. Após a luta de 1919 pela independência liderada pelo Movimento Primeiro de Março, onde 7 500 pessoas foram mortas, um grande número de coreanos emigrou para a Manchúria, formando comunidades independentes lá.
Em 1923, Sin Chaeho lançou sua "Declaração da Revolução Coreana", que advertia os coreanos contra a substituição de um opressor por outro, ou de se tornar uma sociedade que exploraria outra. Ele pressionou para que a revolução garantisse novas liberdades e melhorias materiais, não apenas a remoção do controle estrangeiro.

### Período organizacional
Sin Chaeho se juntou a outros anarquistas coreanos na criação da Federação Anarquista Oriental do exílio em 1927 com membros na China, Japão e Vietnã. O “Manifesto” também foi adotado por eles como plataforma.
A Manchúria, em particular, tornou-se o terreno fértil para o novo movimento anarquista da Coreia, quando a curta Associação do Povo Coreano na Manchúria (APCM), que era uma zona anarquista autônoma na Manchúria, perto da fronteira com a Coreia, declarou sua formação em 1929. O APCM foi organizado com base nos princípios do federalismo, economia da dádiva e ajuda mútua, e ainda é considerado um dos desenvolvimentos mais importantes do anarquismo coreano.

### Período pós-guerra
Após o fim da Segunda Guerra Mundial, a Coreia foi a primeira região do sudeste da Ásia a ver um movimento anarquista considerável, devido ao comunismo estatal na China e à repressão da ocupação do Japão. Enquanto a Federação Anarquista Coreana se opôs a uma frente nacional unida antes da guerra, durante a guerra, alguns anarquistas juntaram-se ao seu governo exilado na luta pela independência. Alguns anarquistas encorajaram a aliança com o governo para proteger a Coreia contra invasores estrangeiros, e outros continuaram a defender uma federação de unidades autônomas em todo o país. Após a guerra, trabalhadores e camponeses iniciaram um processo de reconstrução social por meio de sindicatos independentes, mas esse processo foi atrofiado pela imposição do governo de forças estrangeiras em 1948, o que levou à Guerra da Coreia nos anos 1950.

## Análise moderna
Muitos grupos e indivíduos diferentes discutiram as características do anarquismo coreano inicial, e se ele divergia do que esses grupos consideram o ideal anarquista, especificamente as tendências nacionalistas e racialmente motivadas presentes dentro dos grupos, bem como nos indivíduos dentro do movimento. Houve críticas, entre outros, de Dongyoun Hwang e Henry Em, de que a concepção ocidental tradicional da ideologia anarquista está no caminho de uma compreensão completa dos objetivos do grupo, bem como a crença de que muitos anarquistas ocidentais tentam romantizar o grupo e seus objetivos. Este entendimento moderno de um anarquismo coreano multifacetado, que não é estritamente baseado nas obras de teóricos anarquistas tradicionais, mas também na independência nacional dos japoneses, é ecoado na citação contemporânea do anarquista sino-coreano Sim Yongcheol:

Os anarquistas coreanos, por serem escravos que perderam seu país, tiveram que confiar com afeto no nacionalismo e no patriotismo e, portanto, tiveram dificuldades na prática em discernir qual era sua ideia principal e qual era sua ideia secundária. A razão era porque seu inimigo era único — o imperialismo japonês. Minha vida foi levada junto com esse tipo de contradição interior.